# آرثر أفليك
آرثر أفليك (بالإنجليزية: Arthur Herbert Affleck)‏ هو طيار أسترالي، ولد في 1903، وتوفي في 1966.